# Młynek (powiat kolski)
Młynek – wieś w Polsce położona w województwie wielkopolskim, w powiecie kolskim, w gminie Osiek Mały.
W latach 1975–1998 miejscowość administracyjnie należała do województwa konińskiego.
We wsi znajdują się pozostałości dawnego cmentarza ewangelickiego.

## Demografia
Poniższa demografia posiada dane z 2011
| Opis                                | Ogółem | Ogółem | Kobiety | Kobiety | Mężczyźni | Mężczyźni |
| ----------------------------------- | ------ | ------ | ------- | ------- | --------- | --------- |
| Jednostka                           | osób   | %      | osób    | %       | osób      | %         |
| Populacja                           | 322    | 100    | 157     | 48,76   | 165       | 51,24     |
| Wiek przedprodukcyjny (0–17 lat)    | 72     | 22,36  | 28      | 8,7     | 44        | 13,66     |
| Wiek produkcyjny (18–65 lat)        | 207    | 64,29  | 98      | 30,43   | 109       | 33,85     |
| Wiek poprodukcyjny (powyżej 65 lat) | 43     | 13,35  | 31      | 9,63    | 12        | 3,73      |